# Petalonia zosterifolia
Espèce
Petalonia zosterifolia est une espèce d'algues brunes de la famille des Scytosiphonaceae.